# Musée Constantin-Paoustovski
Le  musée Constantin-Paoustovski d'Odessa  (en ukrainien : Одеський музей Костянтина Паустовського) d'Odessa se situe au 6 de la rue de la Mer-Noire.

## Historique
Fondé en 1998 par la société littéraire Paoustovski et comprend 1 000 pièces, chapeau, photographies et tous objets en relation avec l'auteur qui habitait et travaillait à Odessa.

### Sources
- (uk) Cet article est partiellement ou en totalité issu de l’article de Wikipédia en ukrainien intitulé « Одеський музей Костянтина Паустовського » (voir la liste des auteurs).

- Site officiel